# Bobby Burgess
Robert Dean Burgess (Centralia, 4 oktober 1929 - Denton (Texas), 9 juni 1997) was een Amerikaanse jazz-trombonist en bigband-leider.
Burgess won als kind al wedstrijden met zijn trombone en toen hij dertien was ging hij als professioneel muzikant spelen. In 1947 werkte hij bij Sam Donahue. Hij studeerde af aan North Texas State University en ging in 1949 met Louis Jordan op tournee. In de jaren daarna werkte hij bij Stan Kenton, Maynard Ferguson, Charlie Barnet, Woody Herman en Shorty Rogers. Verder speelde hij met Sarah Vaughan, Billy Eckstine, Ella Fitzgerald en Terry Gibbs. Ook speelde hij in tv-shows en Broadway-shows. In 1972 vestigde hij zich in Duitsland, waar hij werkte bij Erwin Lehn en Paul Kuhn en de SFB Big Band (1978-1981). In 1985 richtte hij met Zuidduitse musici Big Band Explosion op, dat hij leidde tot hij hoogleraar aan de Universiteit van North Texas werd. Hierna waren Klaus Graf en Steffen Schorn de leiders van de band.
Burgess speelde mee op opnames van onder andere Patti Page, Chet Baker, Joe Henderson, Michael Bloomfield, Jim Widner, Les Brown, Klaus Weiss en het orkest van Slide Hampton en Joe Haider (naast onder meer Ferdinand Povel).  

## Discografie (selectie)
Big Band Explosion:
- Live at Rosenau Stuttgart, vol. 1 & 2, Mons Records, 2007/2009
- Butters Idea, Bell Records, 2008

- Bibliothèque nationale de France: cb141602805 (data)
- Gemeinsame Normdatei: 142210013
- International Standard Name Identifier: 0000 0001 3300 5762
- Library of Congress Control Number: n97858045
- MusicBrainz: 1dede2ec-858c-43d5-883d-28a34ceb84eb
- Système universitaire de documentation: 086913530
- Virtual International Authority File: 143842056